# イサー・アーメド
イサー・アーメド（Issah Gabriel Ahmed、1982年5月24日 - ）は、ガーナの元サッカー選手。元ガーナ代表。ポジションはディフェンダー。

## 来歴
2005年にガーナ代表デビュー。アフリカネイションズカップ2006ではグループステージ全3試合に出場した。また、2006 FIFAワールドカップのメンバーにも選ばれた。2008年までに13試合に出場した。

## 代表歴

### 出場大会
- ガーナ代表
  - 2006 FIFAワールドカップ

### 試合数
- 国際Aマッチ 13試合 0得点（2005年-2008年）[1]

| ガーナ代表 | 国際Aマッチ | 国際Aマッチ |
| 年         | 出場        | 得点        |
| ---------- | ----------- | ----------- |
| 2005       | 6           | 0           |
| 2006       | 5           | 0           |
| 2007       | 0           | 0           |
| 2008       | 2           | 0           |
| 通算       | 13          | 0           |